# Oberto II de Biandrate
Oberto II, també Uberto o Umberto, (fl. segle xiii), va ser comte de Biandrate (Blan-Dras), al Piemont, i trobador. Va participar en la Quarta Croada.

## Biografia

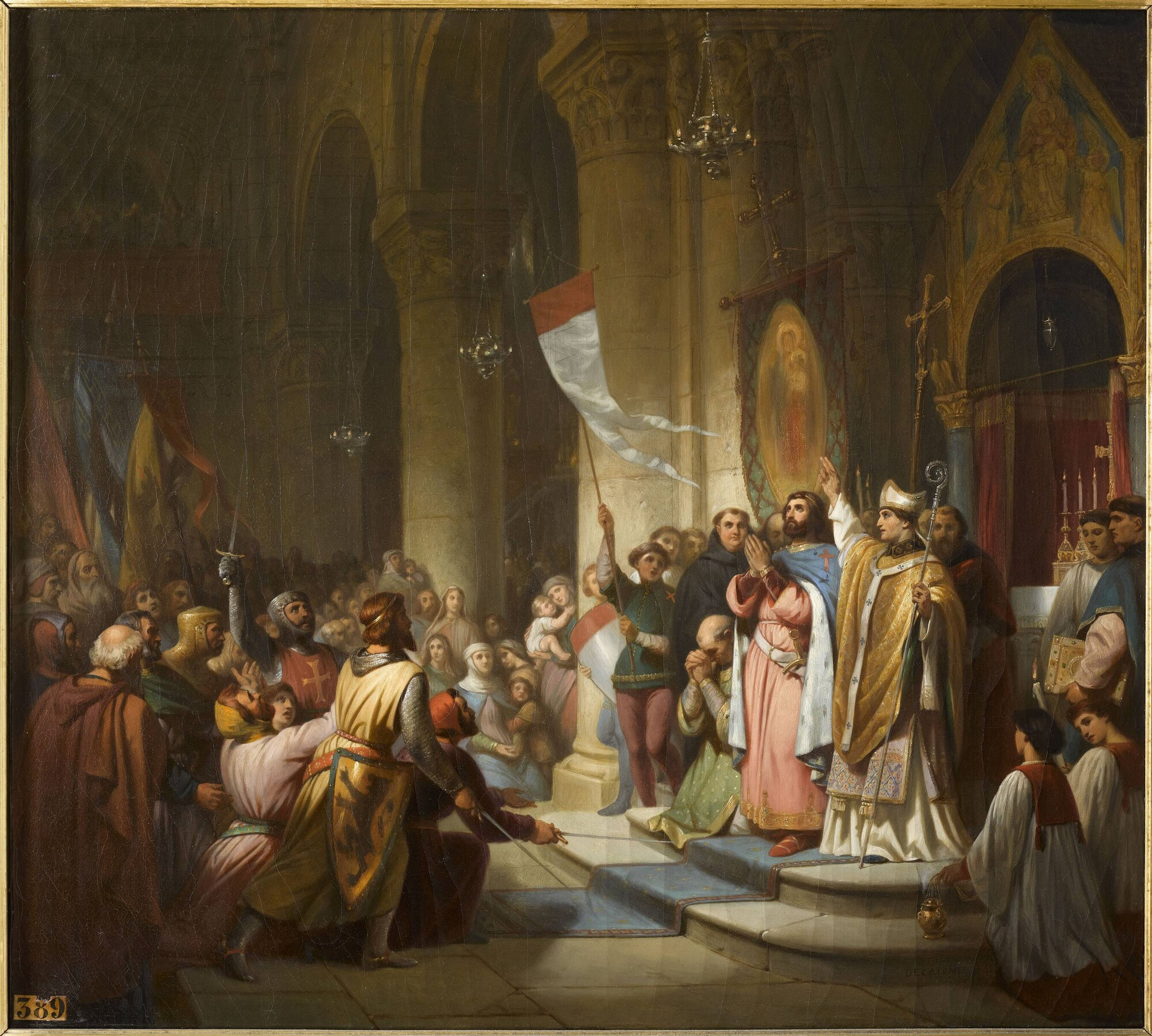
Coronació de Bonifaci I de l'Aleramici, oli sobre tela, d'Henri Decaisne, vers 1840 (Palau de Versalles, França).

Oberto va acompanyar Bonifaci I de Monferrat a la quarta croada. Després de la coronació de Bonifaci com a rei de Tessalònica i la seva mort, Oberto va esdevenir el regent del seu fill Demetri (1207-1209).
De seguida, Oberto i Amadeo Buffa, el conestable de Tessalònica, van començar a complotar per enderrocar Demetri i van reeixir fer pujar al tron Guillem de Montferrat, el fill gran de Bonifaci. Tot i això, Enric, l'emperador de Constantinoble, se'n va anar cap a Tessalònica per obligar els senyors llombards a retre-li homenatge a favor de Demetri, però Oberto va tancar les portes de la ciutat i va demanar tot l'Epir sencer, des de Vàrdar fins a l'Adriàtic, i un corredor cap a la mar Negra que arribés a l'oest de Plovdiv. Enric va acceptar amb la condició que Margarita, vídua de Bonifaci, també hi estigués d'acord. Tanmateix, a l'entrar a la ciutat l'emperador la va convèncer perquè s'hi negués, i així va eliminar el poder d'Amadeo i Oberto.
Oberto da Briandate va ser empresonat al castell de Serres sota custòdia de Bernhard von Katzenelnbogen, que després el va alliberar. Oberto va arribar a Negrepont maquinant contra l'emperador, però Ravano dalle Carceri, senyor d'aquella illa i exconfederat de Biandrate, va prendre partit en defensa de l'emperador i Oberto es va veure obligat a desistir en tornar a Montferrat, on intenta convèncer Guillem de reclamar Tessalònica. Més tard, Oberto va ser acusat d'enverinar Enric, que va morir a Tessalònica el 1216. El 1224, segons el papa Honori II, Oberto i Guillem es van dirigir a l'est per ajudar Tessalònica durant el setge, però va caure en mans del Despotat de l'Epir abans de la seva arribada.

## Trobador i mecenes
Hi ha un trobador documentat amb el nom de Coms de Blandra, Comte de Biandrate o Comte Ubert de Blandra, que s'ha identificat, encara que no amb absoluta certesa, amb Oberto II di Biandrate (potser el mateix Uberto celebrat per Nicoletto da Torino) o menys probablement amb el seu germà Giuffredo (fl. 1201-1229). Se li atribueix un intercanvi de cobles (181,1) amb Folquet de Romans:

[OBERTO]
Pois vezem qu'el tond e pela,
Falkez, e no gara cui,
s'eu era no.m gart de lui,
serai folz, zo poira[n] dire;
e consell li darai gen
et er folz s'el no l'enten:
c'ades tegna viatge
dreit lai vas son estatge;
qe zai van las genz disen
qe per cinc cenz marcs d'argen
no.ill calria metre gage.

[RESPOSTA DE FOLQUET]

Aissi com la clara'stela
guida las naus e condui,
si guida bos pprez selui
q'es valens, francs e servire
e sel fai gran faillimen
que fo pros e s'en repen
per avol corageː
q'un sai tal c'a mes en gage
prez e valor e joven
si qe·l febres lo repren
qi lenqer, tant l'es salvage